# شهرستان بوراما
شهرستان بوراما (به لاتین: Borama District) یک منطقهٔ مسکونی در سومالی‌لند است که در اودال واقع شده‌است.